# Sutartinė
Les sutartinés (en lituanien sutartinė, prononciation API [s̪ʊt̪ɐrʲˈt̪ʲɪn̪ʲeː]) sont des chansons traditionnelles lituaniennes polyphoniques. Un autre terme employé pour déterminer ce type de chansons était saugės, aujourd'hui abandonné. Le terme vient du mot lituanien sutarti qui veut dire s'entendre.
Les sutartinés lituaniennes sont très spécifiques, mais des œuvres de genre similaire peuvent être trouvées en Ukraine, chez des peuples finno-ougriens, dans des pays balkaniques, dans certaines régions de l'Afrique subsaharienne.
Le 16 novembre 2010 les sutartinés lituaniennes ont été officiellement inscrites sur la liste représentative du patrimoine culturel immatériel de l’humanité de l'UNESCO.

## Caractéristiques
Les sutartinés lituaniennes se caractérisent par des dissonances fortes en secondes entre les voix différentes et les syncopes. Les paroles ne sont pas nombreuses, elles se répètent, les onomatopées et les refrains abondent. Les mélodies sont courtes et sont composées de deux à cinq tons d'une hauteur différente. Le rythme et l'harmonie des sutartinés sont les aspects les plus remarquables dans les chansons de ce type. Le rythme se caractérise par les syncopes, l'harmonie se distingue par des secondes abondantes. Ces aspects rendent les sutartinés « aigües » et « capricieuses ».
Les sutartinés est un style archaïque de chansons lituaniennes. Ces chansons sont parmi les plus anciens exemples de polyphonie de deux à trois voix. Les plus anciennes allusions aux sutartinés remontent jusqu'aux sources écrites du XVIe siècle, mais les sutartinés elles-mêmes ont été recueillies aux XIXe-XXe siècle.
Les sutartinés peuvent également être interprétées avec des instruments musicaux.

## Les types des sutartinés
Les sutartinés peuvent être classifiées de plusieurs manières dont l'une concerne le nombre d'interprètes.

### Les sutartinés à deux
Les sutartinés à deux sont interprétées par deux interprètes ou leurs groupes. Les deux voix chantent deux mélodies différentes simultanément, mais elles emploient les mêmes paroles. Les mélodies peuvent engendrer un grand nombre de dissonances des secondes.

### Les sutartinés à trois
Ce type de sutartinés est le plus répandu. Il se caractérise par la présence de trois interprètes ou leurs groupes. La première voix rejoint le chant avec un retard, suivie par la troisième. L'intervention du troisième chanteur interrompt le premier jusqu'à ce que le deuxième fasse de même. Donc, quoique le chant s'effectue à trois, on n'entend à la fois que deux voix pendant que la troisième se repose.

### Les sutartinés à quatre
Celles-ci ressemblent beaucoup au premier type décrit, la différence ne repose que sur le fait qu'elles sont chantées à quatre - par deux couples ou groupes. Une strophe, interprétée par un couple, se fait répéter par le couple suivant. Pendant que le premier chante, le deuxième se repose. Il est à noter que les deux chanteurs de chaque couple utilisent des paroles différentes.

## Littérature
- Z. Slaviūnas. Sutartinės 3 t. Vilnius, 1958-1959. (Comprend presque toutes les sutartinés connues avec leurs mélodies)
- D. Račiūnaitė-Vyčinienė. Sutartinių atlikimo tradicijos. Vilnius, 2000.
- D. Šeškauskaitė. Sutartinės – senovės apeiginės giesmės. Kaunas, 2001.  (ISBN 9986-9382-6-0)
- S. Paliulis. Sutartinių ir skudučių keliais. Vilnius, 2002.